# Vermicelles shirataki
Les vermicelles shirataki, aussi appelés nouilles shirataki (白滝), souvent écrit en hiragana しらたき) sont des vermicelles japonais minces, translucides et gélatineux faits à partir du konjac, un tubercule originaire d'Asie.

## Description et préparation

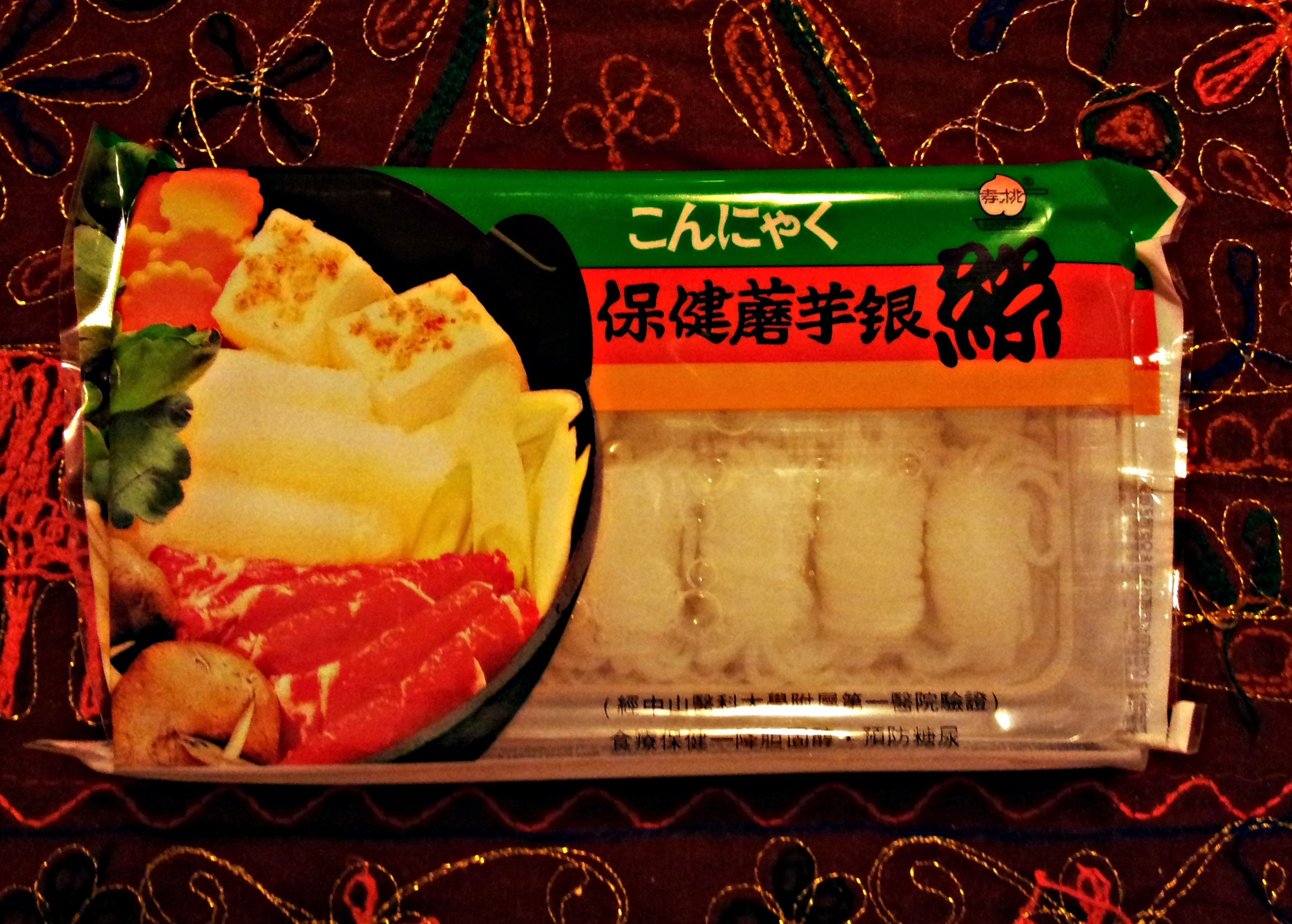
Nouilles shirataki emballées avec un bouillon.

Les vermicelles shirataki sont un plat traditionnel japonais. Le mot shirataki signifie « cascade blanche » en japonais, rappelant l'aspect de ces nouilles. Composées en grande partie d'eau et de glucomannane, une fibre alimentaire soluble dans l'eau, ces pâtes sont très faibles en glucides assimilables et en calories, et sont relativement insipides par elles-mêmes,,. Avec seulement 15 calories par portion de 113 g, cet aliment est parfois utilisé pour perdre du poids.
Les vermicelles shirataki se retrouvent à la fois sous forme sèche et sous forme humide sur les marchés asiatiques et dans certains supermarchés. La forme humide est emballée avec du liquide. Ils se conservent normalement jusqu'à un an. Certaines marques de ces nouilles requièrent un rinçage ou une ébullition partielle avant de les préparer, car l'eau dans laquelle les pâtes sont emballées a une odeur qui peut s'avérer désagréable pour les consommateurs non habitués.
Les nouilles peuvent également être égouttées et grillées à sec. Cela élimine l'amertume et confère une consistance finale plus similaire aux pâtes. Le grillage à sec consiste à placer les nouilles dans une poêle antiadhésive pendant une minute ou jusqu'à ce que le cuisinier entende un léger bruit de crissement lorsque les pâtes se déplacent. Après cela, elles sont prêtes à être ajoutées à un bouillon ou une sauce.
Il est devenu assez aisé de s'en procurer. On en trouve régulièrement dans les grandes surfaces au rayon asiatique, ainsi que sur des sites internet spécialisés et bien entendu dans les épiceries asiatiques. On peut retrouver le konjac dans toutes les pharmacies sous forme de complément alimentaire.

## Origine
Les vermicelles contenant du glucomannane proviennent de la racine d'une plante originaire d'Asie appelée konjac (nom scientifique : Amorphophallus konjac). Il est également surnommé « langue du diable » à cause de sa forme particulière.

## Ito konnyakuetshirataki
La tradition retient deux méthodes de fabrication différentes pour cet aliment. Dans la région du Kansai, au Japon, le ito konnyaku était préparé en découpant la gelée du konjac en minces lanières, tandis que dans la région de Kantō, le shirataki était préparé par extrusion du konjac, vers une solution concentrée de chaux vive. De nos jours, les deux plats sont préparés de la seconde façon. Le ito konnyaku est généralement plus épais que le shirataki, a une section cruciforme et présente une couleur plus foncée. Il est préféré dans la région du Kansai, d'où il est issu.